# Picher (Oklahoma)
Picher is een spookstad (city) in de Amerikaanse staat Oklahoma en valt bestuurlijk gezien onder Ottawa County. Op 10 mei 2008 werd deze stad bijna compleet verwoest door een F4-tornado. Acht doden en minstens 150 gewonden waren het gevolg.

## Demografie
Bij de volkstelling in 2000 werd het aantal inwoners vastgesteld op 1640. In 2006 is het aantal inwoners door het United States Census Bureau geschat op 1633, een daling van 7 (-0,4%). In 2008 woonden er nog maar 148 mensen.

## Geografie
Volgens het United States Census Bureau beslaat de plaats een oppervlakte van 5,8 km², geheel bestaande uit land. Picher ligt op ongeveer 248 m boven zeeniveau.

## Plaatsen in de nabije omgeving
De onderstaande figuur toont nabijgelegen plaatsen in een straal van 8 km rond Picher.